# Henryk Krajewski (prawnik)

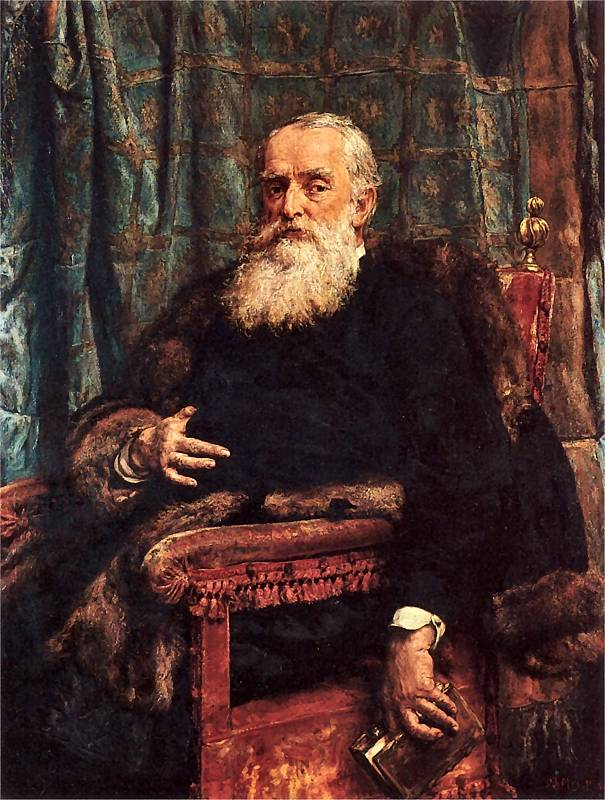
Portret Henryka Krajewskiego z 1892, autor Jan Matejko

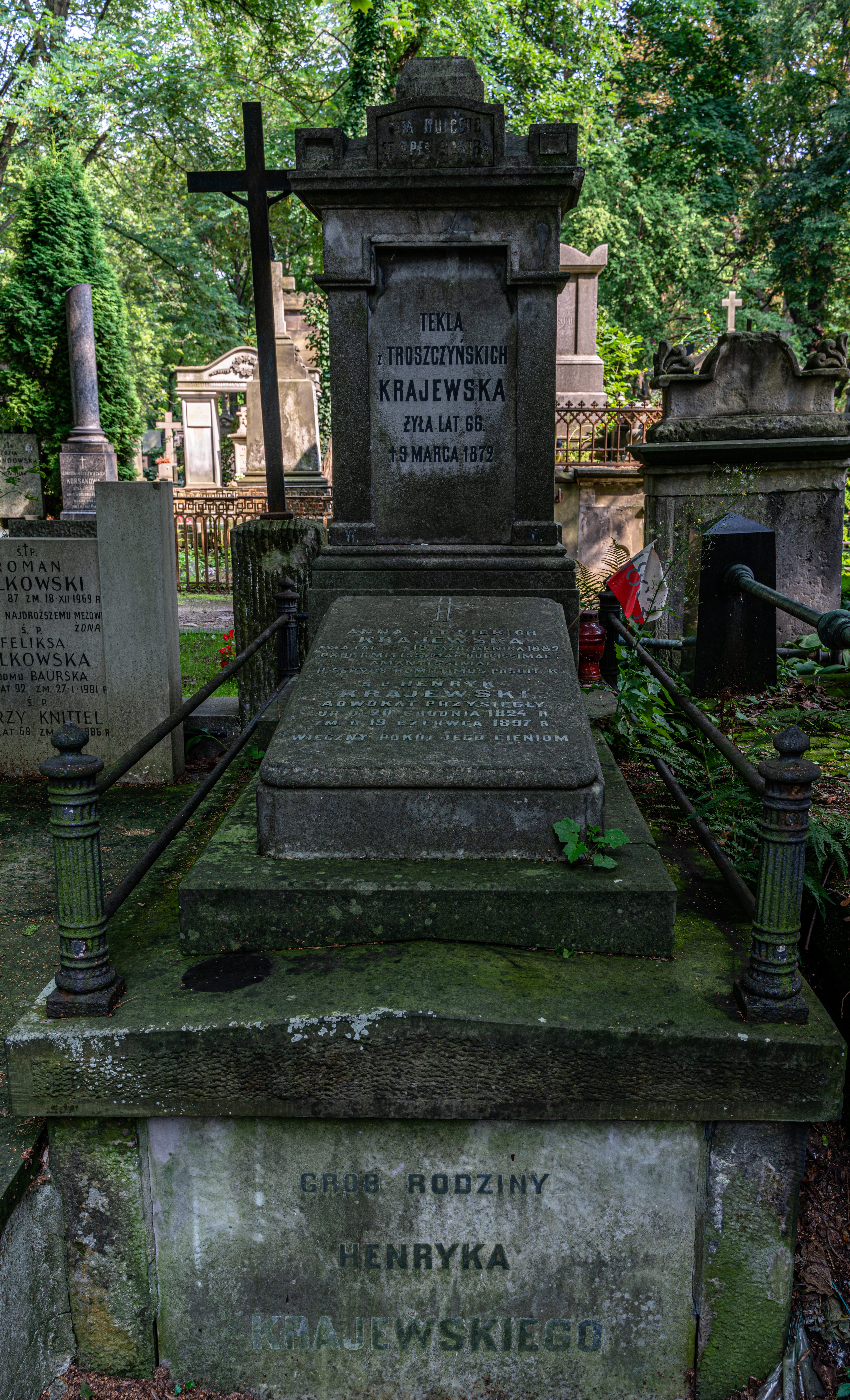
Grób Henryka Krajewskiego na cmentarzu Powązkowskim

Henryk Krajewski herbu Jasieńczyk (ur. 20 grudnia 1824 w Dubie, zm. 19 czerwca 1897 w Warszawie) – działacz polityczny, spiskowiec, prawnik, adwokat.

## Życiorys
Był synem Seweryna i Tekli z domu Troszczyńskiej. Jego dziadek Antoni był żołnierzem Tadeusza Kościuszki, ojciec organizatorem oddziałów gen. Józefa Dwernickiego w powstaniu listopadowym, w którym brali udział też krewni od strony matki. Miał brata Władysława (1839-1891, działacz niepodległościowy i lekarz), wraz z którym był wychowywany przez ks. Feliksa Troszczyńskiego, byłego zesłańca syberyjskiego i proboszcza w Hrubieszowie.
Ukończył dwuletnie pogimnazjalne kursy prawnicze w Warszawie, a następnie prawo na uniwersytecie w Moskwie ze stopniem kandydata nauk prawnych (1846). Po powrocie do Warszawy odbył aplikację przy Trybunale Cywilnym (1846-1848) i 15 marca 1848 złożył egzamin urzędniczy. Został zatrudniony jako adiunkt sekcji prawnej w Wydziale Skarbowym Rządu Gubernialnego Warszawskiego.
Od 1846 uczestniczył w działalności spisków demokratycznych, należał do utworzonego na początku 1847 tajnego związku, którego pierwszym naczelnikiem był Edward Domaszewski) a po jego śmierci  13 marca 1847, na czele tej organizacji stanął Krajewski. Był jednym z liderów spiskowców wśród inteligencji urzędniczej. 17 lutego 1850 został aresztowany przez władze rosyjskie i osadzony w Cytadeli. Po długim śledztwie przeszedł załamanie w marcu 1851 i potwierdził zeznania współoskarżonych, a także wydał kilku innych działaczy. Dwukrotnie podejmował w więzieniu próby samobójcze. W 1854 został skazany na 8 lat katorgi na Syberii i zesłany do Deurii koło Nerczyńska.
Na Syberii poślubił Annę Lewicką (wdowę po Edwardzie Domaszewskim). W 1856 na mocy amnestii, ogłoszonej w związku z koronacją Aleksandra II, został przeniesiony do kategorii osiedleńców i mógł podjąć pracę prawnika w Kiachcie na Syberii. Opracował m.in. statut miejscowego banku i szkoły zakładowej. W 1860 powrócił do Warszawy, został radcą prawnym w kancelarii ordynacji Zamoyskich oraz Towarzystwie Kredytowym Ziemskim. W 1861 był sekretarzem Delegacji Miejskiej, powołanej w celu wymuszenia na gubernatorze Gorczakowie wyjaśnienia sprawy zabicia 5 osób podczas demonstracji na Placu Zamkowym 27 lutego t.r. W październiku 1861 został aresztowany i na trzy miesiące zesłany do Tambowa. Od 1862 do 16 marca 1863 był sekretarzem Rady Miejskiej Warszawy; w kwietniu 1863, jako przedstawiciel stronnictwa białych, przystąpił do powstania styczniowego. W rządzie Karola Majewskiego i Romualda Traugutta kierował Wydziałem Spraw Zagranicznych. Był autorem odezwy do ludów i rządów Europy, nawołującej do zerwania stosunków politycznych z Rosją (z 31 lipca 1863).
Aresztowany po upadku powstania w 1864, ponownie więziony w Cytadeli; w lipcu 1865 został zesłany do Kiereńska. Spędził tam cztery lata, powrócił do Warszawy w 1869. Powrócił do pracy w kancelarii ordynacji Zamoyskich. 16 maja 1870 został mianowany adwokatem w Sądzie Apelacyjnym w Warszawie, prowadził sprawy cywilne i karne. Bronił m.in. Tadeusza Rechniewskiego, współpracownika Waryńskiego, a także Stanisława Hiszpańskiego, oskarżonego o zamordowanie lekarza Kurcjusza. W środowisku adwokatów warszawskich cieszył się autorytetem, został powołany na prezesa Kasy Pomocy Adwokatów Przysięgłych. Pochowany na cmentarzu Powązkowskim w Warszawie (kwatera 45-2-17).